# Youssef Anouar
Youssef Anouar (arab. يوسف أنور, ur. 4 lipca 1990) – marokański piłkarz, grający jako napastnik. Od 2024 roku wolny zawodnik.

## Klub

### Wydad Fès
Zaczynał karierę w Wydad Fès.
W sezonie 2011/2012 (pierwszym w bazie Transfermarkt) zagrał 11 meczów, strzelił dwa gole i miał asystę.
W sezonie 2012/2013 rozegrał 7 meczów i miał asystę.

### FAR Rabat
17 grudnia 2012 roku przeniósł się do FAR Rabat. W tym klubie zadebiutował 1 stycznia 2013 roku w meczu przeciwko Maghreb Fez (porażka 2:0). Zastąpił Mehdiego Naghmiego w 63. minucie. Pierwszego gola strzelił 31 sierpnia 2013 roku w meczu przeciwko Maghreb Fez (1:1). Do siatki trafił w 35. minucie. Pierwszą asystę zaliczył 21 września 2014 roku w meczu przeciwko Raja Casablanca (porażka 2:1). Asystował przy golu Mehdiego Naghmiego w 39. minucie. Łącznie zagrał 90 meczów, strzelił 5 goli i miał 8 asyst.

### Raja Casablanca
16 stycznia 2017 roku został wypożyczony do Raja Casablanca. W tym klubie po raz pierwszy wystąpił 4 lutego 2017 roku w meczu przeciwko KAC Kénitra (wygrana 0:2). Grał 59 minut, został zmieniony przez Abdelilaha Hafidiego. Pierwszego gola strzelił 8 dni później w meczu przeciwko JS de Kasba Tadla (3:0). Do siatki trafił w 92. minucie. Pierwszą asystę zaliczył 29 kwietnia 2017 roku w meczu przeciwko Moghreb Tétouan (4:0). Asystował przy bramce Mahmouda Benhaliba w 85. minucie. Łącznie zagrał 12 meczów, miał gola i asystę.

### FUS Rabat
6 września 2017 roku przeniósł się do FUS Rabat. W tym zespole zadebiutował 28 października 2017 roku w meczu przeciwko Racing Casablanca (wygrana 2:0). Został zmieniony przez Momo Yansané w 79. minucie. Pierwszą asystę zaliczył 1 listopada 2017 roku w meczu przeciwko Moghreb Tétouan (0:2). Asystował przy golu Lamine Diakité w 2. minucie. Pierwszego gola strzelił 26 listopada 2017 roku w meczu przeciwko Kawkab Marrakesz (porażka 2:1). Do siatki trafił w 29. minucie. Łącznie zagrał 47 meczów, strzelił 9 bramek i zaliczył 7 asyst. 

### Ittihad Tanger
18 lipca 2019 roku przeszedł do Ittihadu Tanger. W tym zespole po raz pierwszy wystąpił 14 września 2019 roku w meczu przeciwko FUS Rabat (porażka 1:0). Grał 86 minut, zmienił go Ayoub Gaadaoui. Pierwszego gola strzelił 8 grudnia 2019 roku w meczu przeciwko Raja Beni Mellal (1:0). Do siatki trafił w 86. minucie. Pierwszą asystę zaliczył 16 września 2020 roku w meczu przeciwko FAR Rabat (1:1). Asystował przy bramce Sofiana El Moudane w 61. minucie. Łącznie zagrał 50 meczów, strzelił 6 goli i miał dwie asysty.

### Mouloudia Wadżda
18 sierpnia 2021 roku został zawodnikiem Mouloudii Wadżda. W tym zespole zadebiutował 11 września 2021 roku w meczu przeciwko Olympique Khouribga (0:0). Został zmieniony w 64. minucie przez El Mehdiego Bettachego. Pierwsze asysty zaliczył 28 września 2021 roku w meczu przeciwko Maghreb Fez (2:1). Asystował przy golach Zakarii Bahou i Nabila Jaadiego w 65. i 68. minucie. Pierwszego gola strzelił 3 października 2021 roku w meczu przeciwko Hassania Agadir (wygrana 2:1). Do siatki trafił w 37. minucie, poza tym asystował. Łącznie zagrał 70 mecze, strzelił 8 goli i miał 10 asyst. Odszedł 1 lipca 2024 roku.